# Giampietro Penci
Giampietro Penci (Bozzolo, 1500 circa – metà XVI secolo) è stato un religioso e letterato italiano.
Janus Pirrus Pincius svolse la sua attività di ecclesiastico a Mantova.
Venne laureato poeta ed incoronato d'alloro con solenne cerimonia a Canneto il 27 giugno 1543 dall'imperatore Carlo V, che si intrattenne nel castello con Ferrante Gonzaga, col cardinale Ercole Gonzaga e con Margherita Paleologa, per legittimare a suo figlio Francesco la duplice investitura nei titoli di Duca di Mantova e Marchese del Monferrato, oltre a concordare le sue future nozze con Caterina, nipote dell'imperatore.

## Opere
- Storia dei vescovi di Trento, 1546, Mantova
- De navigatione Philippi regis in Hispaniam